# Francisco Hernando Eizaguirre
Francisco Hernando Eizaguirre (Algeciras, c. 1847-Cádiz, 25 de noviembre de 1912) fue un militar carlista, periodista, historiador y escritor español.

## Biografía
Nacido en Algeciras, en 1869 fue uno de los socios fundadores en Madrid de La Juventud Católica, asociación científico-literaria que tenía como objetivo defender la unidad religiosa de España, y entró en la redacción del diario El Pensamiento Español.
Estallada la tercera guerra carlista, en 1873 dejó de lado su carrera periodística para combatir en el bando de Don Carlos. Después de servir algunos meses en el batallón de Radica (2.º de Navarra), fue destinado a las órdenes del General Antonio Lizárraga, a quien acompañó como Ayudante de Campo durante todo el resto de la campaña, tanto en el Norte como en Cataluña, Aragón y el Maestrazgo. Fue ascendido a comandante y obtuvo condecoraciones militares, distinguiéndose principalmente en los combates de Somorrostro y en el sitio de la plaza de Seo de Urgel.
Tras la guerra, se exilió en Francia. Posteriormente se acogió a una amnistía, regresó a España y se estableció en Barcelona, donde fue redactor de El Correo Catalán y colaborador asiduo de La Hormiga de Oro. Más tarde ingresó en la Compañía Transatlántica con el cargo de cajero, que desempeñó seis años, al cabo de los cuales fue ascendido a apoderado de dicha compañía en Cádiz.
En 1877 publicó en París Recuerdos de la guerra civil: La campaña Carlista (1872 á 1876), su principal obra histórica, que el diario carlista El Correo Español definió como «la relación más compendiada y más exacta de nuestra campaña del 72 al 76, escrita sobre el mismo terreno de la lucha». También publicó Gracia ó la Cristiana del Japón, leyenda histórica (Barcelona, 1882) y Los Conspiradores (ibíd., 1885). Reunió algunos de sus artículos en Política católica: Artículos publicados en El Correo Catalán (1882).

## Obras
- La campaña carlista: (1872 á 1876) (1877)
- Gracia ó la Cristiana del Japón, leyenda histórica (1882)
- Los Conspiradores (1885)
- Política católica: Artículos publicados en El Correo Catalán (1882)
- 1874: Diarios del sitio de Bilbao (1966)